# To Thine Own Self Be True
| Оценки критиков | Оценки критиков |
| Источник        | Оценка          |
| --------------- | --------------- |
| RapReviews      | 8.5 из 10       |

To Thine Own Self Be True — третий студийный альбом американской хип-хоп супергруппы Ля Кока Ностра, который был выпущен 4 ноября 2016 года на лейбле Fat Beats Records. Название альбома было взято из пьесы Шекспира «Гамлет», когда Лаэрт готовится отправиться во Францию, его отец Полоний дает ему совет, кульминацией которого является изречение «быть верен себе».
Помимо участника группы DJ Lethal'а, спродюсировавшего треть пластинки, музыкальными продюсерами также выступили The Arcitype, ChumZilla, J57, Leaf Dog, Marco Polo, Salam Wreck, Statik Selektah и Vherbal. А в качестве гостей на проекте приняли участие Rite Hook, Sick Jacken (единственный приглашённый рэпер присутствующий на двух предыдущих релизах группы – A Brand You Can Trust и Masters of the Dark Arts), Apathy, Nems, Q-Unique, Sadie Vada, Skam2? и Vinnie Paz.
В музыкальных чартах альбом дебютировал на 95-м месте в швейцарском хит-параде и на 38-й позиции в американском Top R&B/Hip-Hop Albums.

## Список композиций
| №                   | Название                                            | Автор(ы)                                               | Продюсер(ы)         | Длительность |
| ------------------- | --------------------------------------------------- | ------------------------------------------------------ | ------------------- | ------------ |
| 1.                  | «Dark Day Road»                                     | Уильям Браунштейн, Джордж Кэрролл, Джеймс Виктор Хейнц | J57                 | 2:46         |
| 2.                  | «I Need Help» (при участии Sick Jacken)             | Браунштейн, Кэрролл, Джэк Гонзалез, Джеймс Лей         | Leaf Dog            | 3:38         |
| 3.                  | «Waging War» (при участии Rite Hook)                | Браунштейн, Кэрролл, Терренс Нюджент, Janos Fulop      | The Arcitype        | 2:45         |
| 4.                  | «Murdered Tonight»                                  | Браунштейн, Кэрролл, Ле́орс Григорьевич Ди́мантс         | DJ Lethal           | 3:09         |
| 5.                  | «Stay True»                                         | Браунштейн, Кэрролл, Патрик Барил                      | Statik Selektah     | 2:51         |
| 6.                  | «Blind» (при участии Q-Unique и Sadie Vada)         | Браунштейн, Кэрролл, Anthony Quiles, Марко Бруно       | Marco Polo          | 4:42         |
| 7.                  | «Crispy Innovators» (при участии Vinnie Paz)        | Браунштейн, Кэрролл, Винчензо Лювинери, Кевин Эллиотт  | Vherbal             | 4:06         |
| 8.                  | «Archie Bunker» (при участии Nems)                  | Браунштейн, Кэрролл, Трэвис Доил, Ди́мантс              | DJ Lethal           | 3:42         |
| 9.                  | «High Times» (при участии Sick Jacken)              | Браунштейн, Кэрролл, Гонзалез, Салам Нассар            | Salam Wreck         | 4:12         |
| 10.                 | «America» (при участии Apathy)                      | Браунштейн, Кэрролл, Чед Бромли, Ди́мантс               | DJ Lethal           | 4:01         |
| 11.                 | «Now Or Never» (при участии SKAM2? и Rite Hook)     | Браунштейн, Кэрролл, Kwesi Ogbourne, Нюджент, Ди́мантс  | DJ Lethal           | 4:00         |
| 12.                 | «To Thine Own Self Be True» (при участии Rite Hook) | Браунштейн, Кэрролл, Нюджент, Adam Mathiason           | ChumZilla           | 4:29         |
| Общая длительность: | Общая длительность:                                 | Общая длительность:                                    | Общая длительность: | 44:20        |

Список сэмплов
Примечание: информация об использованных сэмплах представлена с сайта WhoSampled.com, так как отсутствует в официальных источниках (физических и электронных вариантах данных альбома)
- В песне «High Times» были использованы элементы композиций «Drum Song» Девона Расселла и строчки из песни «Izzo (H.O.V.A.)» рэпера Джей-Зи.

## Участники записи
La Coka Nostra
- Уильям «Ill Bill» Браунштейн — вокал
- Джордж «Slaine» Кэрролл — вокал
- Леорс «DJ Lethal» Димантс — музыкальный продюсер треков 4, 8, 10 и 11
- Дэниел «Danny Boy» О'Коннор — арт-направление

Приглашённые исполнители и технический персонал
- Joaquin «Sick Jacken» Gonzalez — вокал на 2 и 9
- Terrence «Rite Hook» Nugent — вокал на 3, 11 и 12
- Anthony «Q-Unique» Quiles — вокал на 6
- Sadie Vada — вокал на 6
- Винчензо «Vinnie Paz» Лювинери — вокал на 7
- Travis «Nems» Doyle — вокал на 8
- Chad «Apathy» Bromley — вокал на 10
- Kwesi «Skam2?» Ogbourne — вокал на 11
- Eric «DJ Eclipse» Winn — cкретчи на 2; менеджмент
- Scott "Supe" Stallone — Hohner мелодика на 8, гитара и Hammond B-3 на 11, микширование на всех кроме 5
- Eric «Bobo» Correa — живая перкуссия на 9
- Adam «Chumzilla» Mathiason — cкретчи и музыкальный продюсер на 12
- James "J57" Heinz — музыкальный продюсер на 1
- James "Leaf Dog" Leigh — музыкальный продюсер на 2
- Janos "Arcitype" Fulop — музыкальный продюсер на 3
- Патрик "Statik Selektah" Барил — музыкальный продюсер и микширование на 5
- Марко "Marco Polo" Бруно — музыкальный продюсер на 6
- Кевин "Vherbal" Эллиотт — музыкальный продюсер на 7
- Салам "DJ Salam Wreck" Нассар — музыкальный продюсер на 9
- Питер Хамфрис — мастеринг звукозаписи
- Treasure Little — арт-направление
- Рэнди Риггс — лейаут

## Еженедельные чарты
| Чарт (2016)                            | Высшая позиция |
| -------------------------------------- | -------------- |
| Швейцария (Schweizer Hitparade)        | 95             |
| США (Billboard Top R&B/Hip-Hop Albums) | 38             |

### Дополнительные
- To Thine Own Self Be True, by La Coka Nostra (англ.). Bandcamp (4 ноября 2016). Дата обращения: 30 июня 2025.
- To Thine Own Self Be True на сайте Discogs